# Photo Booth
́́
Photo Booth — програма для фотографування виробництва Apple, що входить у стандартну поставку Mac OS X. Використовує вбудовану камеру iSight а також камери сторонніх виробників.